# Dakota Johnson
Dakota Mayi Johnson (Austin, 4 de outubro de 1989) é uma atriz e modelo norte-americana. É filha dos atores Don Johnson e Melanie Griffith e neta da atriz Tippi Hedren.
Teve sua estreia no cinema ao lado de sua mãe na comédia-drama Crazy in Alabama (1999) e foi nomeada Miss Golden Globe em 2006. Após a formatura do ensino médio, ela voltou a atuar com papéis em The Social Network (2010), Beastly (2011), 21 Jump Street (2012), Need for Speed (2014) e a comédia de curta duração Ben and Kate (2012–2013).
Ganhou mais notoriedade quando interpretou o papel de Anastasia Steele, no filme baseado no romance erótico Fifty Shades of Grey (2015). No mesmo ano, teve desempenhos aclamados pela crítica em Black Mass e A Bigger Splash. Ela também estrelou na comédia romântica How to Be Single (2016) e reprisou o papel de Anastasia Steele na continuação da trilogia Fifty Shades of Grey, com Fifty Shades Darker (2017) e Fifty Shades Freed (2018).

## Biografia

### Infância e juventude
Dakota nasceu em Austin, Texas, filha dos atores Don Johnson e Melanie Griffith. Por parte de mãe, é neta do executivo de publicidade e ex-ator infantil Peter Griffith e da atriz Tippi Hedren. Também é sobrinha da atriz Tracy Griffith e do produtor de designer Clay A. Griffith. Ela é ex-enteada de Antonio Banderas. Tem seis meios irmãos; quatro por parte de pai, incluindo o ator Jesse Jonhson, e dois por parte de mãe.
Durante a infância estudou na Aspen Community School em Aspen, Colorado. Mais tarde, estudou na Santa Catalina School em Monterey. Era uma dançarina ávida quando mais jovem. Tornou-se interessada em trabalhar como modelo aos 12 anos, depois de uma sessão de fotos com outros filhos de celebridades para a Teen Vogue.

### Vida pessoal
Dakota Johnson esteve envolvida em relacionamentos de longo prazo anteriormente, com o músico Noah Gersh e o ator Jordan Masterson. Namorou Matthew Hitt, vocalista principal da banda de indie rock galesa Drowners por quase dois anos, até 2016. Em 2017, começou um relacionamento com o vocalista do Coldplay, Chris Martin, tendo sido descoberto quando os dois foram vistos juntos num restaurante em Los Angeles em outubro do mesmo ano. Chegaram a ficar noivos em 2020, porém, rumores de separação passaram a surgir em 2024. O romance durou até junho de 2025, quando terminaram o noivado e encerraram assim o relacionamento de oito anos. Enquanto estiveram juntos, residiram em Malibu, Califórnia.

## Carreira
Em 1999, fez sua estreia no cinema em Crazy in Alabama, onde junto com sua meia-irmã, Stella Banderas, interpretaram as filhas de sua mãe na vida real, Melanie Griffith. O filme foi dirigido por seu padrasto, Antonio Banderas. Em 2006, foi escolhida Miss Golden Globes, onde serviu como a primeira segunda geração da Miss Globo de Ouro na história dos Globos.
Depois que se formou no colegial, assinou com a William Morris Agency e começou sua carreira de atriz. Dakota teve seu primeiro sucesso de bilheteria em 2010 com o filme The Social Network, no qual teve uma cena com Justin Timberlake. O filme recebeu oito indicações ao Óscar, incluindo um para Melhor Filme.

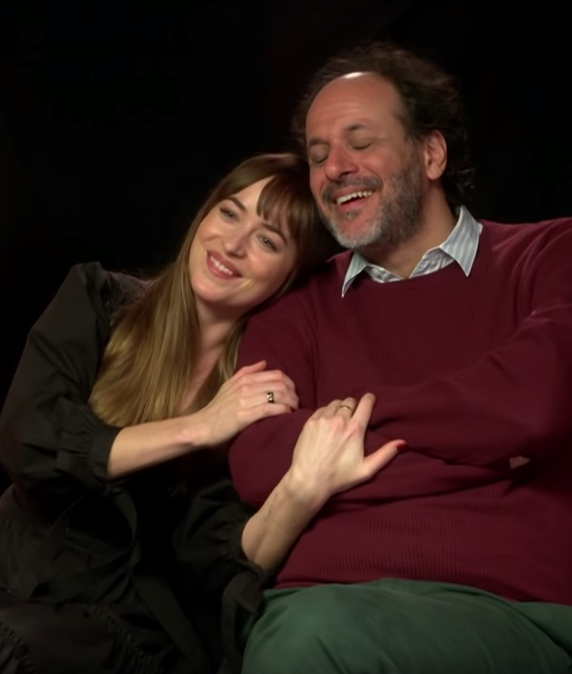
Dakota e Luca Guadagnino na press junket de Suspiria

Em março de 2012, estreou na TV, no papel de protagonista na série do canal Fox, Ben and Kate. A série foi cancelada em 25 de Janeiro de 2013, depois de uma temporada.
Em 2 de setembro de 2013, foi anunciado pela autora E. L. James em seu Twitter que Dakota seria a protagonista de Fifty Shades of Grey. Onde interpreta Anastasia Steele. As filmagens começaram no final de 2013 no Canadá e a estreia aconteceu em fevereiro de 2015, nos Estados Unidos. Em 2016 venceu o People's Choice Awards na categoria Melhor Atriz em Filme de Drama pelo papel. No mesmo ano, foi indicada ao BAFTA por melhor ator ou atriz em ascensão.
Em 15 de fevereiro de 2015, apareceu no especial de 40 anos do Saturday Night Live e apresentou o SNL em 28 de fevereiro, fazendo dela a segunda filha de um ex-apresentador do SNL (depois de Gwyneth Paltrow, cuja mãe Blythe Danner foi apresentadora durante a sétima temporada do programa em 1982) a se apresentar.
Dakota é uma grande amiga do diretor Luca Guadagnino, e os dois já trabalharam juntos em A Bigger Splash. Em 2019, ganhou o Prêmio Independent Spirit Robert Altman por sua atuação em Suspiria. O prêmio é entregue ao elenco, diretor e diretor de elenco de um filme pela Film Independent, uma organização sem fins lucrativos dedicada a filmes independentes e cineastas independentes.

### Projetos
No Global Citizen Festival em 2018, Dakota distribuiu um número de telefone e incentivou as mulheres do mundo inteiro a ligarem e compartilharem suas histórias de abuso ou assédio sexual. Afirmou que tem uma equipe especializada auxiliando no projeto e pronta para ouvir o relato das pessoas.
Durante o ''Power The Movement' em 2019, ela lançou o ‘The Left Ear’, um podcast dando voz às mulheres com seus relatos. Para proteger o anonimato, todas as vozes foram alteradas e qualquer identificação removida.
Em 13 de fevereiro de 2020, Dakota anunciou a sua nova produtora independente, a TeaTime Pictures. A empresa foi fundada em conjunto com sua amiga, Ro Donnelly.
A TeaTime Pictures teve sua estreia dia 4 março com clipe da canção "Cry Cry Cry" do Coldplay, com Dakota na direção.

## Filmografia

### Cinema
| Ano  | Título                     | Papel              | Notas          |
| ---- | -------------------------- | ------------------ | -------------- |
| 1999 | Crazy in Alabama           | Sondra             |                |
| 2010 | The Social Network         | Amelia Ritter      |                |
| 2010 | All That Glitters          | Dianica French     | Curta-metragem |
| 2011 | Beastly                    | Sloane Hagen       |                |
| 2012 | For Ellen                  | Cindy Taylor       |                |
| 2012 | Goats                      | Minnie             |                |
| 2012 | 21 Jump Street             | Fugazy             |                |
| 2012 | The Five-Year Engagement   | Audrey             |                |
| 2012 | Transit                    | Elizabeth          | Curta-metragem |
| 2014 | Date and Switch            | Em                 |                |
| 2014 | Need for Speed             | Anita Coleman      |                |
| 2014 | Cymbeline                  | Imogen             |                |
| 2014 | Closet Set                 | Leading Lady       | Curta-metragem |
| 2015 | Fifty Shades of Grey       | Anastasia Steele   |                |
| 2015 | Black Mass                 | Lindsey Cyr        |                |
| 2015 | A Bigger Splash            | Penelope Lannier   |                |
| 2015 | Chloe & Theo               | Chloe              |                |
| 2015 | In a Relationship          | Willa              | Curta-metragem |
| 2015 | Vale                       | Rachel             | Curta-metragem |
| 2016 | How To Be Single           | Alice Kepley       |                |
| 2017 | Fifty Shades Darker        | Anastasia Steele   |                |
| 2018 | Fifty Shades Freed         | Anastasia Grey     |                |
| 2018 | Suspiria                   | Susie Bannion      |                |
| 2018 | Bad Times at the El Royale | Emily Summerspring |                |
| 2019 | Wounds                     | Carrie             |                |
| 2019 | The Peanut Butter Falcon   | Eleanor            |                |
| 2020 | The High Note              | Maggie Sherwood    |                |
| 2020 | The Nowhere Inn            | Ela mesma          |                |
| 2021 | The Lost Daughter          | Nina               |                |
| 2022 | Persuasion                 | Anne Elliot        |                |
| 2024 | Madame Web                 | Madame Teia        |                |
| 2025 | Materialists               | Lucy               |                |
| 2026 | Verity                     | Lowen Ashleigh     |                |

### Televisão
| Ano       | Titulo              | Papel     | Notas                                     |
| --------- | ------------------- | --------- | ----------------------------------------- |
| 2012–2013 | Ben and Kate        | Kate Fox  | Série da FOX                              |
| 2013      | The Office          | Dakota    | Episódio: Final                           |
| 2015      | Saturday Night Live | Ela mesma | Episódio: "Dakota Johnson/Alabama Shakes" |
| TBA       | Rodeo Queens        |           | Amazon                                    |